# Universal Epic Universe
Koordinaten: 28° 26′ 26″ N, 81° 26′ 52″ W
Universal Epic Universe ist ein Themenpark in Orlando, Florida, USA, welcher am 22. Mai 2025 eröffnet wurde. Zuvor war die Eröffnung im Jahr 2023 geplant. Der Park ist der vierte Freizeitpark des Universal Orlando Resort und umfasst 303 Hektar. Aufgrund der Covid-19-Pandemie hatten sich die Bauarbeiten für den Freizeitpark verschoben. Der Themenpark soll ca. 14.000 dauerhafte Arbeitsplätze bereitstellen.

## Geschichte
Im Jahr 2015 sicherte sich Universal Destinations & Experiences ein ca. 190 Hektar (474 Acres) große Gelände für 130 Millionen Dollar in der Nähe des Orange County Convention Center. Comcast, das Mutterunternehmen von Universal, beschrieb diesen Kauf als strategische Akquisition und dass keine Eile in der Nutzung der Fläche bestehen würde. Durch den Kauf des Geländes wuchs die von Universal im Eigentum befindliche Fläche von ca. 340 Hektar (ca. 840 Acres) auf ca. 531 Hektar (1314 acres) an. Im September 2018 wurden erste Erdarbeiten auf dem neuen Gelände beobachtet.
Im Oktober 2018 reichte Universal Orlando Expansionspläne bei der Bezirksverwaltung des Orange County ein. Im Dezember 2018 tauchten erste Namen für die Erweiterung auf, Universal’s Fantastic Worlds und Universal’s Epic Universe. Am 1. August 2019 gab Universal erstmals öffentlich bekannt, dass das Universal Orlando Resort um einen vierten Themenpark erweitert werden würde und gab als Namen für den Park Universal’s Epic Universe an. Als Eröffnungsjahr für Epic Universe wurde 2023 angegeben. Aufgrund der Covid-19-Pandemie wurden die Bauarbeiten im April 2020 vorerst gestoppt. Die Bauarbeiten wurden im März 2021 wieder aufgenommen. Im Juli 2021 wurden erste Schienenteile für Attraktionen angeliefert und im Oktober erste vertikale Bauarbeiten vorgenommen und das erste Lagerhaus errichtet. Bei der Veröffentlichung des Quartalsergebnisses im Januar 2022 gab der CEO von NBCUniversal, Jeff Shell, bekannt, dass Epic Universe definitiv im Sommer 2025 eröffnen wird. Im März 2023 wurde das finale Logo des Parks veröffentlicht. Der Name wurde von Universal’s Epic Universe auf Universal Epic Universe geändert. Das Eröffnungsdatum wurde schließlich auf den 22. Mai 2025 gelegt.

## Themenbereiche und Attraktionen

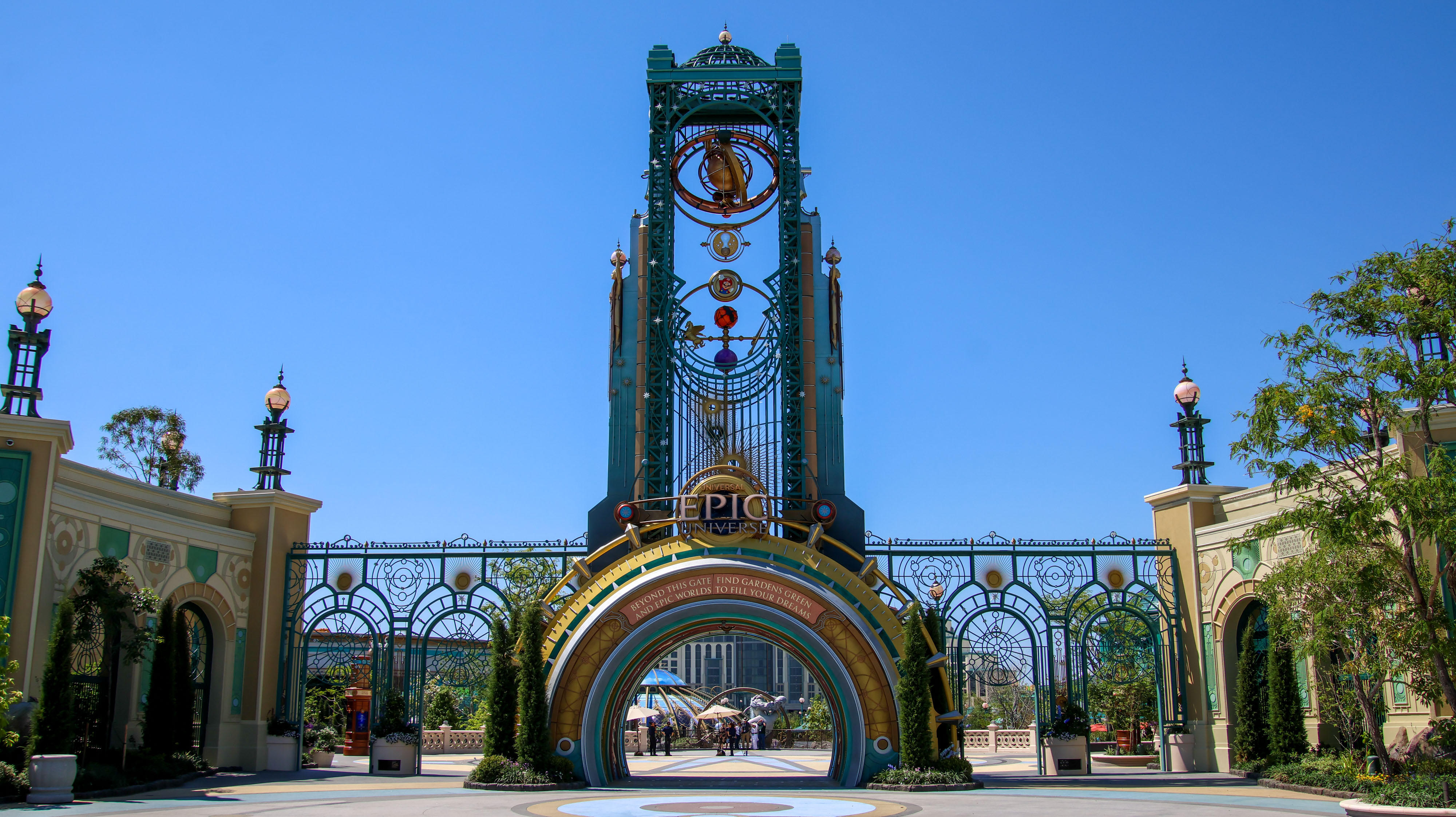
Portal zu den Themenbereichen

Der Themenpark nutzt das vor allem von Disney bekannte Wheel-and-Spoke Design. Das Wheel-and-Spoke-Modell von Universal besteht aus einem radförmigen Layout mit einem einzigen Eingang für Besucher. In der Mitte befindet sich eine zentrale Plattform und von dort aus führen Wege wie Speichen eines Rades nach außen. Der offene Bereich in der Mitte enthält eine markante Attraktion, die oft als das Wahrzeichen des Parks angesehen wird. Das besondere bei Universal ist, dass der Hub in einer langgezogenen Form angelegt sein wird. Weiterhin werden die Themenbereiche des Parks komplett isoliert von den anderen Bereichen und nur über den Hub zugänglich sein. Dieses Modell trägt zur vollständigen Immersion der Gäste bei, da keine Einflüsse aus anderen Themenbereichen bestehen.
Der Park besteht aus den folgenden Themenbereiche und Attraktionen.

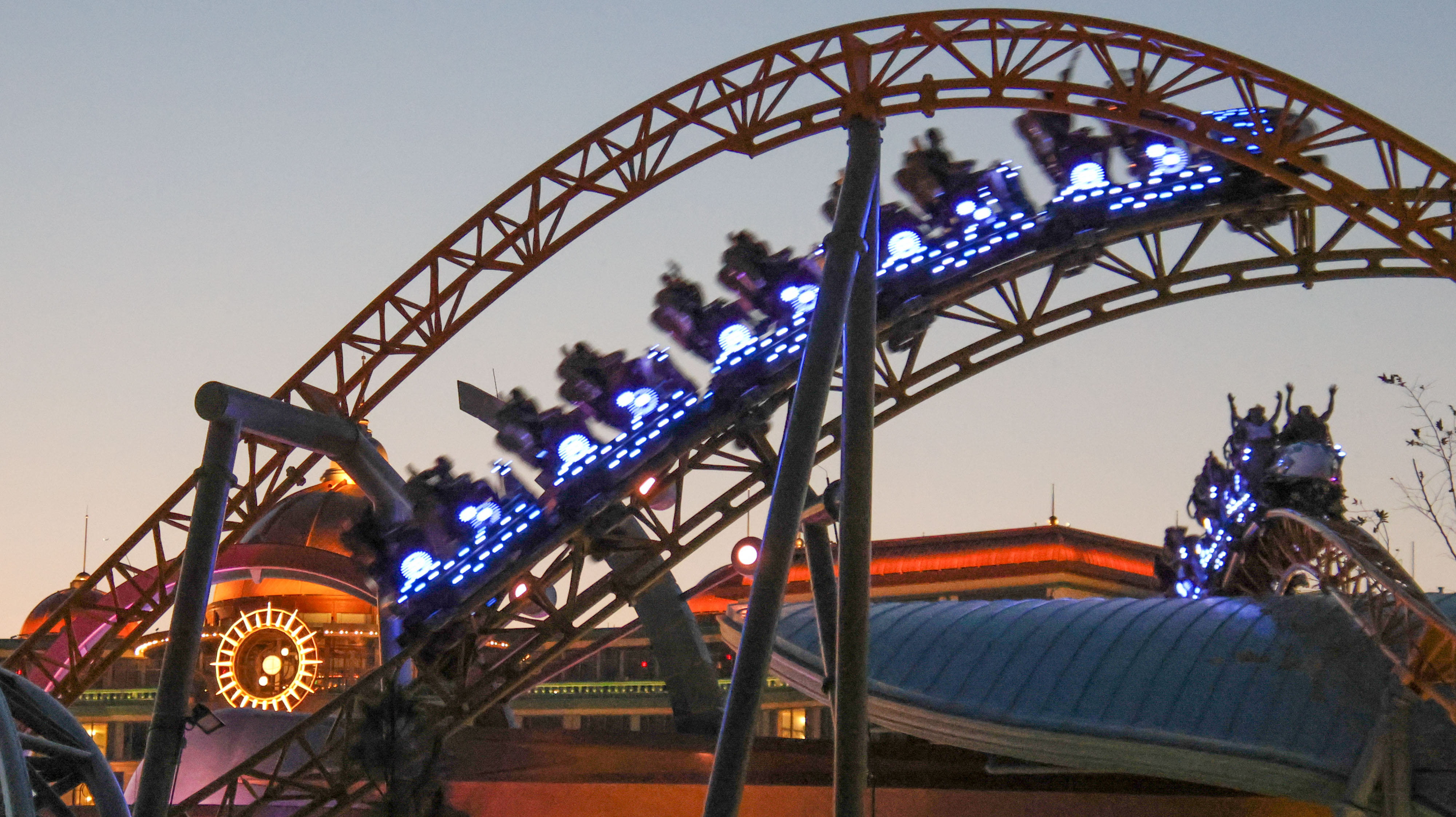
Stardust Racers

### Celestial Park
Celestial Park ist der zentrale Hub von Universal Epic Universe. Von hier aus können die Besucher zu den anderen Themenbereichen des Parks durch thematisch passende Portale gelangen. Für die abendliche Beleuchtung und Shows wird der Bereich mit rund sieben Millionen LEDs ausgestattet.

#### Attraktionen
- Stardust Racers (Duelling Roller Coaster von Mack Rides)[20]
- Constellation Carousel[21]

#### Restaurants
- Atlantic (Seafood und Steak)[22]
- The Blue Dragon Pan-Asian Restaurant (Asiatisches Restaurant)[23]
- The Oak & Star Tavern
- Pizza Moon
- Meteor Astropub
- The Plastered Owl
- Star Sui Bao
- Frosty Moon
- Comet Dogs
- CelesTiki
- Bar Zenith

#### Merchandise

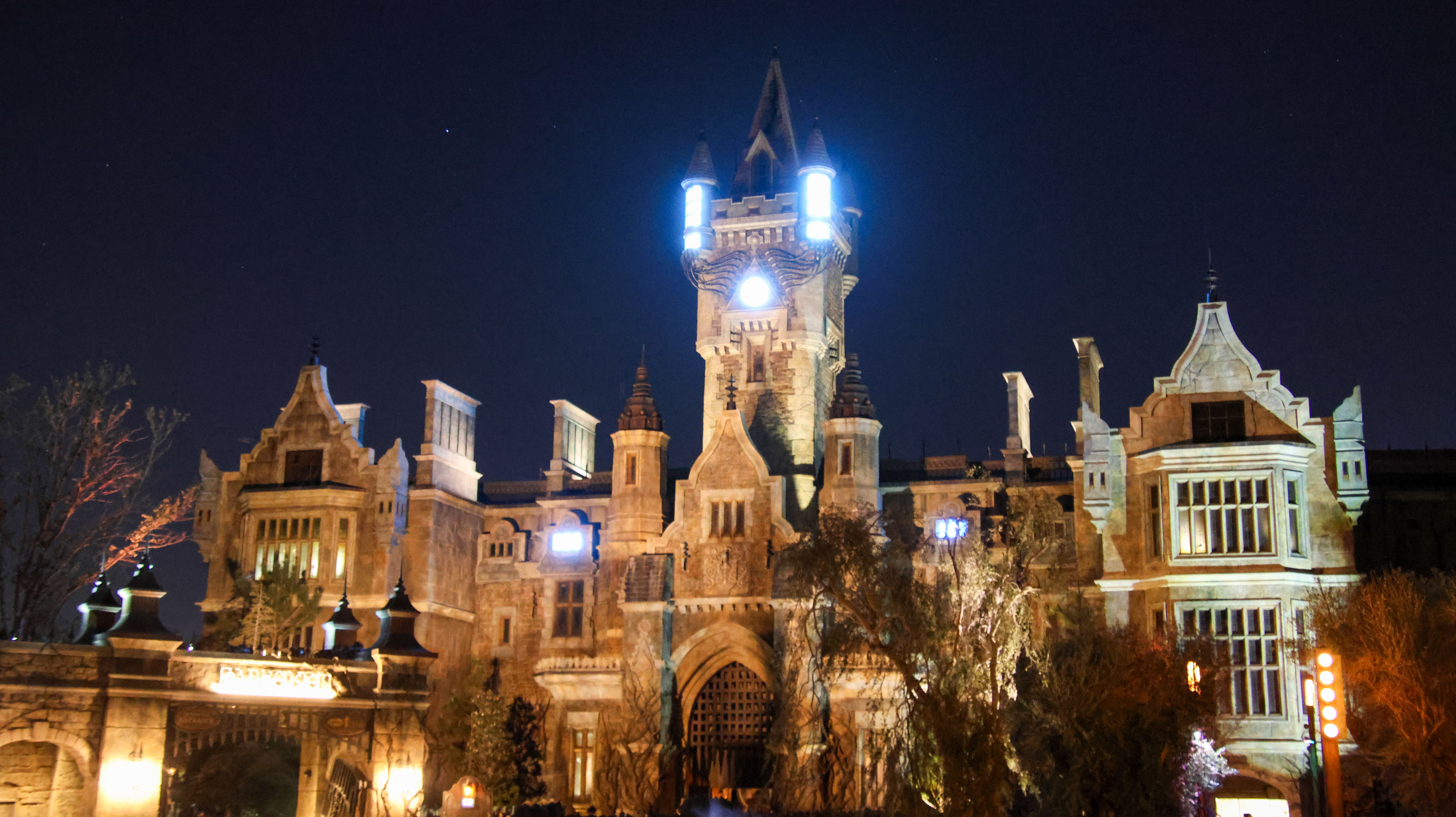
Frankenstein Manor

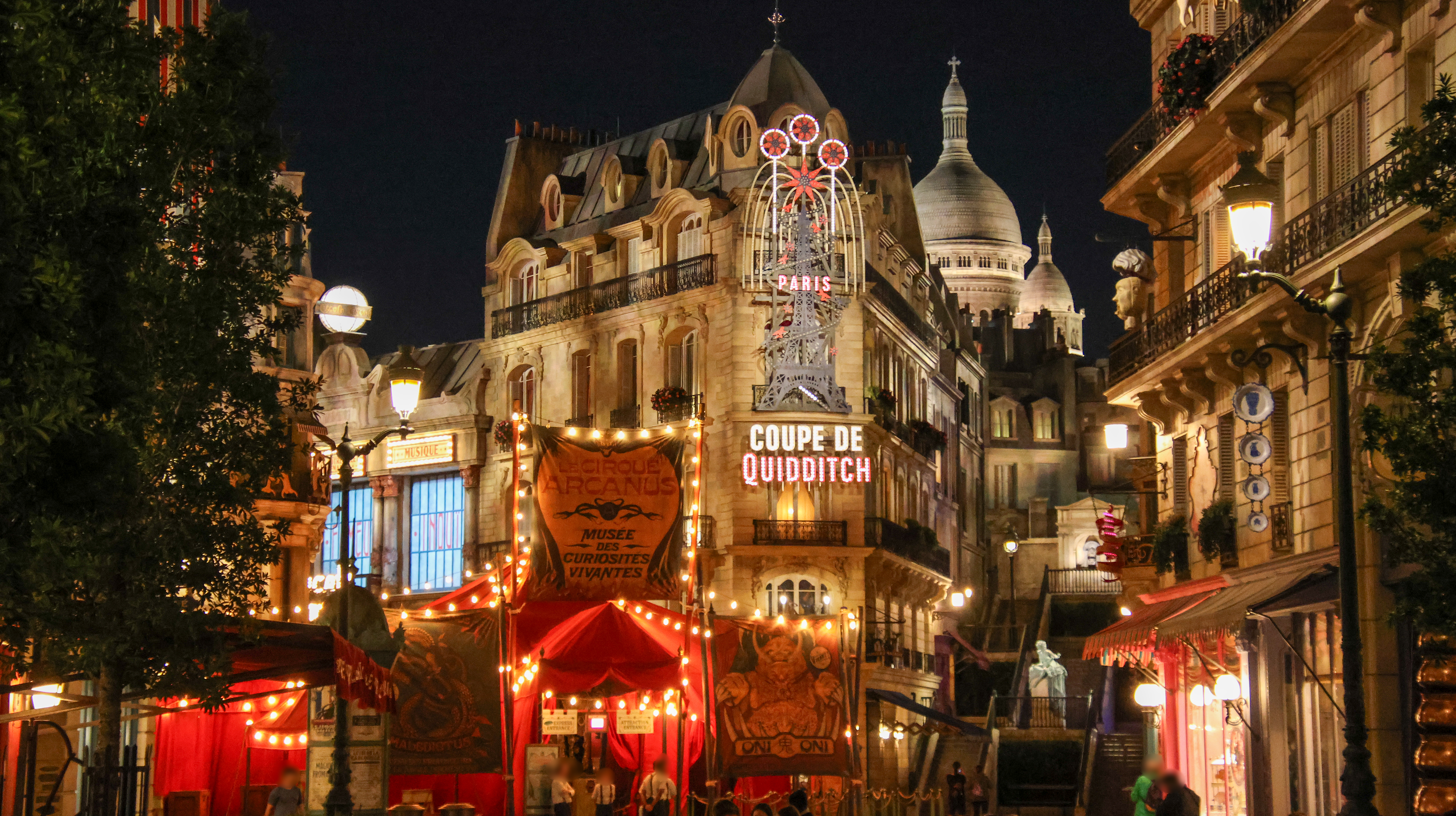
Skyline des Zaubereiministeriums

- Nintendo Super Star Store
- Other Worlds Mercantile
- Sensorium Emporium
- Moonship Chocolates & Celestial Sweets
- Lens Flare
- North Star Wintry Wonders

#### Hotel
- Universal Helius Grand Hotel a Loews Hotel (Hotel mit eigenem Parkeingang und 500 Zimmern)

### Super Nintendo World
Die Super Nintendo World wird der größte Nintendo-Themenbereich in einem Universal-Park sein. Die Hauptattraktion des Themenbereichs ist eine interaktive Dunkel-Fahrt namens „Mario Kart: Bowser’s Challenge“ sein. Super Nintendo World besteht aus zwei thematischen Bereichen: Super Mario Land und Donkey Kong Country.

#### Attraktionen
- Yoshi’s Adventure[26]
- Mario Kart: Bowser’s Challenge[27]
- Mine-Cart Madness (Donkey Kong Achterbahn)[28]
- Rambi's Bongo Breakout (Show)

#### Restaurants
- Toadstool Cafe[29]
- The Bubbly Barrel
- Yoshi's Snack Island
- Turbo Boost Treats

#### Merchandise
- 1-UP Factory
- Mario Motors
- Funky’s Fly ‘n’ Buy

### Dark Universe
Der Themenbereich basiert auf den klassischen Universal Monsters, welche in den Universal Horrorfilmen auftauchen. Der Themenbereich soll eine düstere europäische Stadt darstellen, die einst von Monstern terrorisiert wurde. Die Hauptattraktion ist Monsters Unchained: The Frankenstein Experiment, welche in einem alten Herrenhaus untergebracht ist und eine KUKA-Dark-Ride-Technologie verwendet. Die zweite Attraktion ist der Spinning Coaster Curse of the Werewolf Zusätzlich ist eine thematische Make-up-Erfahrung vorgesehen, bei der Gäste in ikonische Monster verwandelt werden können. Es wird auch eine Erweiterungsfläche geben, die möglicherweise für eine zukünftige Bootsfahrt basierend auf dem Creature from the Black Lagoon reserviert ist.

#### Attraktionen
- Monsters Unchained: The Frankenstein Experiment (Schienengeführte KUKA-Roboter-Themenfahrt)[33]

- Curse of the Werewolf (Family Spinning Roller Coaster von Mack Rides)[34]

#### Restaurants
- Das Stakehaus[35]
- The Burning Blade Tavern[36]
- De Lacey s Cottage

#### Merchandise
- Pretorius’ Scientific Oddities
- The Manor Storehouse
- The Guild of Mystics

### How To Train Your Dragon – Isle of Berk
Basierend auf den DreamWorks-Filmen und der Fernsehserie Drachenzähmen leicht gemacht stellt das Gebiet die Welt von Berk nach. Der Eingangsbereich wird die Insel von Berk nach den Ereignissen des ersten Films thematisieren. Es wird eine große Outdoor-Spielzone geben, die wie Camp Jurassic in Islands of Adventure gestaltet ist und direkt mit den Geschichten der Filme und der Serie verbunden ist. Zu den Hauptattraktionen des Themenbereichs gehört die Stahlachterbahn Hiccup's Wing Gliders mit mehreren Launch-Elementen. In einem großen Indoor-Theater am südlichsten Punkt des Themenbereichs findet die Live-Bühnenshow The Untrainable Dragon statt.

#### Attraktionen
- Hiccup's Wing Gliders (Intamin)[38]
- Fyre Drill (Splash Battle; Mack Rides)[39]
- Dragon Racer's Rally (Sky Fly; Gerstlauer Amusement Rides)[40]
- The Untrainable Dragon (Show)[41]
- Viking Training Camp (Spielplatz)[42]

#### Restaurants
- Mead Hall[43]
- Spit Fyre Grill[44]
- Hooligan's Grog and Gruel[45]

#### Merchandise
- Viking Traders
- How to Treat Your Dragon
- Hiccup’s Work Shop
- Toothless’ Treasures

### The Wizarding World of Harry Potter – Ministry of Magic
Der neue Wizarding World-Bereich beheimatet den Place Cachée im verborgenen französischen Zauberer-Paris, bekannt aus den Phantastische Tierwesen-Filmen, sowie das britische Zaubereiministerium aus der Harry Potter-Filmreihe. In der Hauptattraktion „Harry Potter and the Battle at the Ministry“ besuchen die Gäste das britische Zaubereiministerium, um einem Prozess gegen Dolores Umbridge beizuwohnen. Das neuartige Fahrsystem wird Szenen mit vertikaler Bewegung und Projektionsmapping beinhalten. Der Anstehbereich führt Besucher unter anderem durch das Flohnetzwerk ins Atrium des Ministeriums sowie durch Dolores Umbridges Büro. Eine weitere Attraktion des Bereichs ist die Show „Le Cirque Arcanus“, die mit Spezialeffekten und Artistik inszeniert wird und thematisch an das magische Wanderzirkus-Ensemble aus Phantastische Tierwesen angelehnt ist.

#### Attraktionen
- Harry Potter and the Battle at the Ministry (Dark Ride, Simtec Systems)[49][50]
- Interactive Wand Experiences – Interaktion der gekauften Zauberstäbe mit der Umgebung
- Le Cirque Arcanus – Show

#### Restaurants
- Café L’air De La Sirène – Quick-Service-Restaurant
- Le Gobelet Noir – Quick-Service-Restaurant
- Bar Moonshine – Quick-Service, Bar

#### Merchandise
- Cosme Acajor Baguettes Magique – Zauberstabverkauf
- Les Galeries Mirifiques – Zaubereiministerium und Hogwarts-Merchandise
- Tour En Floo – Auror-Merchandise
- K. Rammelle – Süßigkeitengeschäft